# 1-氯-9,10-二苯基蒽
在化學中，1-氯-9,10-二苯基蒽（化學式：C26H17Cl）是一種稠環芳烴的氯化物，在室溫下是紅色的固體，通常用於藍綠色螢光棒中的瑩光染料。它是9,10-二苯基蒽的氯化衍生物。